# Gele Boekje (spelling)
Het Gele Boekje is een variant van het Groene Boekje en richt zich meer tot woorden die in België zijn ingeburgerd, maar in Nederland bijna niet worden gebruikt.  Het boekje verscheen op 31 januari 2015. De lijst werd opgemaakt door De Standaard en enkele taalkundigen. Hoewel de lijst officieus is, zal De Standaard deze woorden wel toelaten in zijn krant. Het is de bedoeling dat ook andere Vlaamse media de lijst zullen gebruiken.
De woorden in de lijst staan ofwel in het zwart ofwel in het grijs. Een zwart woord mag officieus als standaardtaal aanvaard worden. Woorden in het grijs worden aangezien als niet-standaard en mogen bijgevolg niet worden gebruikt.